# 785 Records
785 Records là một hãng thu âm đặt tại New York, Hoa Kỳ, được thành lập vào năm 2005 bởi nhạc sĩ Denise Rich. Bản phát hành đầu tiên của hãng là đĩa đơn từ thiện Come Together Now, được viết bởi Rich, Sharon Stone, Mark Feist và Damon Sharpe. Số tiền thu được được quyên góp các nạn nhân của cơn bão Katrina.
Marc Eichner, một chuyên viên cấp cao tại RCA/BMG, đã gia nhập hãng với tư cách là chủ tịch vào tháng 8 năm 2006. Hãng đã đầu xây dựng một phòng thu âm trị giá 1 triệu đô la trong căn hộ áp mái của Rich's Fifth Avenue ở Manhattan, New York nhìn ra Công viên Trung tâm vào năm 2007.

## Ban nhạc/Nghệ sĩ của hãng
- Article A
- Tiffany Giardina
- At First Blush!